# Permuta de incumplimiento crediticio

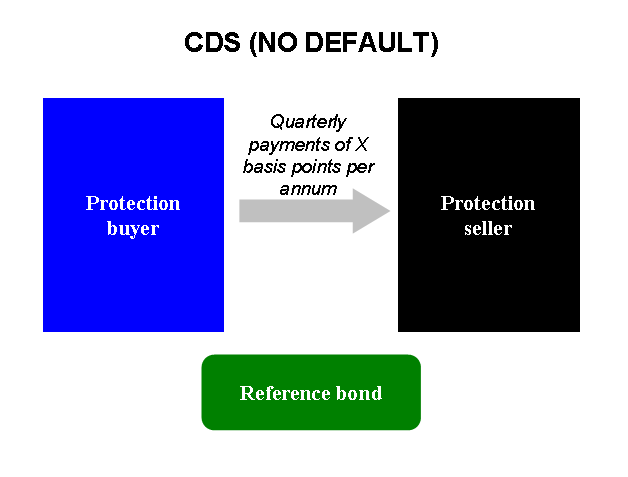
Si no se produce impago al vencimiento del bono de referencia, el comprador hará pagos acordados al vendedor hasta el vencimiento.

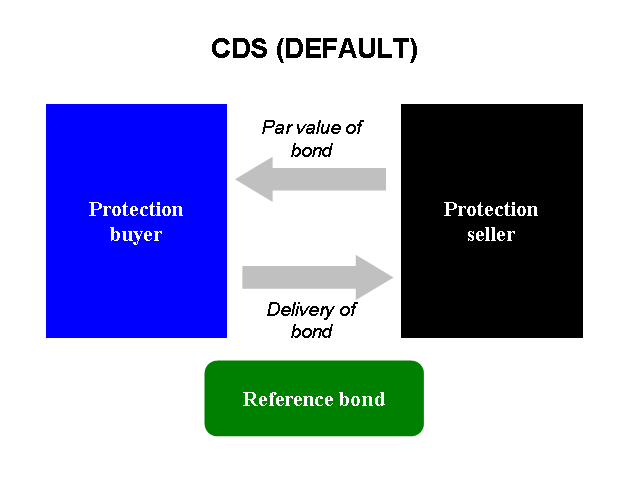
Si se produce impago al vencimiento del bono de referencia, el vendedor de la protección recibe la propiedad del bono, y el comprador recibe del vendedor el valor nominal del bono.

Una permuta de incumplimiento crediticio (también conocida por su término en inglés: credit default swap [CDS]) es un producto financiero que consiste en una operación financiera de cobertura de riesgos, incluido dentro de la categoría de productos derivados de crédito, que se materializa mediante un contrato de swap (permuta) sobre un determinado instrumento de crédito (normalmente un bono o un préstamo) en el que el comprador de la permuta realiza una serie de pagos periódicos (denominados spread) al vendedor y, a cambio, recibe de este una cantidad de dinero en caso de que el título que sirve de activo subyacente al contrato sea impagado a su vencimiento o la entidad emisora incurra en suspensión de pagos.
Aunque un CDS es similar a una póliza de seguro, se diferencia significativamente de ella en que no se requiere que el comprador de la permuta sea el propietario del título (y por tanto haya incurrido en el riesgo real de compra de deuda). Es decir, un seguro se establece sobre algo que es propiedad del asegurado, pero un CDS  se hace sobre un bien que no es propiedad del que contrata la permuta. A este tipo de CDS se le denomina "desnudo" (naked), y en realidad es equivalente a una apuesta. El Parlamento Europeo prohibió las CDS "desnudas" de deuda de estado a partir del 1 de diciembre de 2011.

## Características
- Las permutas de incumplimiento crediticio son productos negociados Mercado extrabursátil (OTC, por sus siglas en inglés), es decir que no son objeto de negociación en un mercado oficial organizado. Son contratos hechos a la medida entre las dos partes contratantes. La asociación internacional de operadores del mercado de derivados ISDA proporciona modelos de este tipo de contratos.
- Los denominados activos subyacentes sobre los que se emiten  estas permutas son cualquier préstamo o título de deuda como una obligación o un bono, tanto de carácter privado como público.
- Se denomina entidad de referencia a la organización o empresa emisora de los títulos subyacentes.
- No existe una regulación sobre estas operaciones en casi ningún país.
- La finalidad teórica principal de las permutas de incumplimiento crediticio es servir como seguro para el poseedor de un título de deuda que quiere cubrirse del posible riesgo de crédito (básicamente impago) del mismo. Para ello acude a un vendedor de permutas de incumplimiento crediticio, al que le paga una prima anual, y en caso de impago, el vendedor responde pagando el importe del título al poseedor.
- Aunque la permutas de incumplimiento crediticio tengan en común algunos elementos con las operaciones de seguro, no están reguladas dentro de las actividades de seguro y, así, las entidades vendedoras no tiene que cumplir ninguna de las normas de solvencia ni de reservas que regulan el ejercicio de la actividad aseguradora, existiendo un mayor riesgo de incumplimiento que en los contratos de seguros regulados como tales.
- Se denominan permutas de incumplimiento crediticio en descubierto (o naked CDS) a aquellos casos en que alguien suscribe un contrato de permutas de incumplimiento crediticio sin ser poseedor de ningún título de los que quiere asegurar. En estos casos la finalidad de la operación es la especulación sobre la evolución de los activos subyacentes y puede llegar a producirse el caso paradójico de que se emitan más permutas de incumplimiento crediticio que títulos existentes. Por ejemplo se realiza una emisión de 1000 bonos y sin embargo existan 20.000 permutas de incumplimiento crediticio, contratos de seguros sobre esos bonos.
- Como en todos los contratos de permuta o intercambios, la liquidación se puede realizar o bien con la permuta o liquidación física, en la que el comprador entrega los bonos al vendedor y este paga al comprador la cantidad fijada, o bien mediante una segunda forma, denominada liquidación por diferencias, consistente en que el vendedor sólo paga al comprador la pérdida de valor de los títulos.

## Beneficio social y costo social[2]
Entre los beneficios de los CDS podemos mencionar:
- Establece un instrumento para aquellos que pueden manejar riesgo crediticio.
- El comercio de estos instrumentos revela información sobre el riesgo de los créditos.
- Crea un sistema financiero más flexible y eficiente que hace 25 años.

Entre los costos y aspectos negativos tenemos:
- Pueden crear burbujas que terminen en crisis financieras.
- Se pierde la confianza en los mercados financieros.
- Falta de transparencia en los mercados que hace posible su manipulación.

## Uso especulativo
Las permutas de incumplimiento crediticio son objeto de debate, en la crisis financiera de 2008, al haber sido utilizados como instrumentos de ataque a la deuda pública de algunos países como es el caso de Grecia, en 2010. También fueron responsables de la caída en 2008 de la empresa estadounidense American International Group (AIG). Algunos dirigentes europeos, como la canciller alemana Angela Merkel, se han mostrado partidarios de prohibir en la Unión Europea y en el G20 las permutas de incumplimiento crediticio que pueden ser utilizados de forma especulativa para apostar contra los estados. Los fondos buitre efectivamente pueden especular con la cotización del bono de deuda, mientras que a la vez apuestan a la eventualidad de una cesación de pagos por parte del país emisor, obteniendo ingresos extra en caso de concretarse.
En la crisis de los mercados financieros de 2008-2010, la evolución de los CDS de las empresas y de los países han sido continuamente mencionados en los titulares de la prensa general y especializada. Pero siempre ha habido dudas sobre su importancia en términos de volumen contratado y emitido. 
Una publicación en Financial Times, indica que el volumen total emitido en permutas de incumplimiento crediticio –no el contratado diariamente, mucho menor– de varios países es bajo en relación con el volumen total de deuda pública emitida por ese mismo país.